# Salvador Soto Villegas
Salvador Soto Villegas   (Alajuela, 4 de novembre de 1909 - Alajuela, 14 d'agost de 1995), conegut amb el sobrenom el Indio Buroy, fou un futbolista costa-riqueny de la dècada de 1930.
Pel que fa a clubs, destacà a LD Alajuelense, però també jugà a Cuba i Mèxic. Fou 12 cops internacional amb la selecció de Costa Rica. A més, mentre jugava a Cuba, participà amb aquesta selecció a les eliminatòries del Mundial de 1934.
Fou entrenador de la LD Alajuelense.